# Duomo di Camerino
La chiesa di Santa Maria Annunziata è la chiesa principale di Camerino e cattedrale dell'arcidiocesi di Camerino-San Severino Marche.
Dal 1970 ha la dignità di basilica minore.
Attualmente è inagibile, come quasi tutto il centro cittadino, a causa dei danni provocati dal terremoto dell'Italia centrale del 2016. Il 7 dicembre 2024 sono partiti i lavori per la riapertura della cattedrale.

## Storia e descrizione
Il duomo, opera di Andrea Vici e Clemente Folchi, è stato ricostruito nel primo Ottocento sul luogo dove sorgeva la cattedrale romanico-gotica distrutta dal terremoto del 1799. Nel grandioso interno e nelle sagrestie si possono ammirare pregevoli esemplari della scultura lignea policroma del Duecento (Crocefisso) e del Quattrocento (Madonna della Misericordia), oltre a interessanti tele di pittori di maniera del Seicento.
Il pittore Carlo Crivelli realizzò un grande polittico che ora smembrato si trova in vari musei fra l'Europa e gli Stati Uniti. La pala centrale si trova presso il museo della Pinacoteca di Brera a Milano.
Nella cripta sono di notevole interesse due leoni in pietra di Armanno da Pioraco (fine XIII secolo), i busti del cardinal Angelo Giori e fratello Prospero, dovuti alla bottega del Bernini e soprattutto l'arca marmorea (XIV-XV secolo) di sant'Ansovino (vescovo di Camerino in età carolingia), in stile gotico toscano, con bestiario, statue di virtù in pietra, sarcofago, angeli e, nell'ultimo piano, una statua in pietra della Madonna.